# Campionati europei di ginnastica aerobica 2013
I Campionati europei di ginnastica aerobica 2013 sono stati la 8ª edizione della competizione organizzata dalla Unione Europea di Ginnastica.
Si sono svolti ad Arques, in Francia, dal 4 al 10 novembre 2013.

## Nazioni partecipanti
- Austria
- Bulgaria
- Rep. Ceca
- Estonia
- Finlandia
- Francia
- Germania
- Grecia
- Regno Unito
- Ungheria
- Israele
- Italia
- Lettonia
- Lituania
- Portogallo
- Romania
- Russia
- Slovacchia
- Spagna
- Svezia
- Turchia
- Ucraina

## Medagliere
| Pos.   | Nazione  | Oro | Argento | Bronzo | Totale |
| ------ | -------- | --- | ------- | ------ | ------ |
| 1      | Russia   | 3   | 2       | 1      | 6      |
| 2      | Romania  | 3   | 2       | 0      | 5      |
| 3      | Francia  | 1   | 1       | 3      | 5      |
| 4      | Italia   | 1   | 0       | 2      | 3      |
| 5      | Spagna   | 1   | 0       | 0      | 1      |
| 6      | Ungheria | 0   | 1       | 2      | 3      |
| 7      | Austria  | 0   | 1       | 0      | 1      |
| Totale | Totale   | 9   | 7       | 8      | 24     |

## Podi
| Evento                | Oro                   | Argento       | Bronzo           |
| Individuale maschile  | Riccardo Pentassuglia | Mircea Zamfir | Benjamin Garavel |
| Individuale femminile | Sara Moreno           | Lubov Gazov   | Dora Hegyi       |
| Coppia mista          | Russia Romania        | non assegnato | Italia           |
| Trio                  | Romania               | Russia        | Francia          |
| Step                  | Russia                | Francia       | Ungheria         |
| Danza                 | Romania               | Ungheria      | Francia          |
| Gruppo                | Romania               | Ungheria      | Francia          |
| Squadra               | Romania               | Russia        | Italia           |